# Edificio España
El Edificio España es un rascacielos de estilo neoherreriano y art déco situado en la ciudad española de Madrid, ubicado en la plaza de España, al final de la Gran Vía. Con sus 26 plantas y 117 metros de altura, fue el edificio más alto de España hasta la construcción de la cercana Torre de Madrid. Ambos rascacielos forman uno de los conjuntos arquitectónicos más importantes de la ciudad. En la actualidad el edificio es sede del Hotel Riu Plaza España, de cuatro estrellas, inaugurado en agosto de 2019.

## Historia

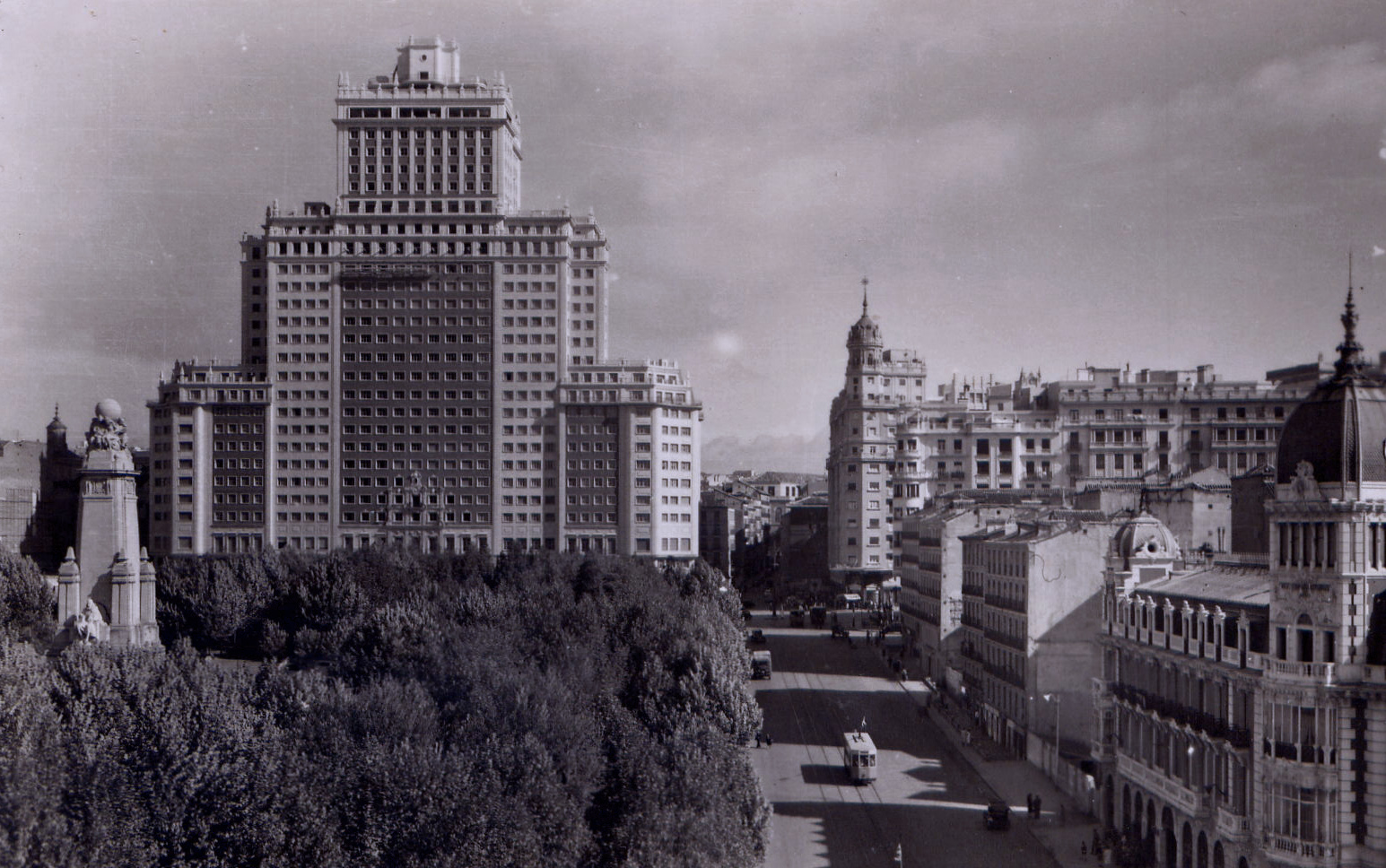
Vista del edificio España, en la década de 1950.

### SigloXX
El edificio se comenzó a construir en 1948 por la Compañía Inmobiliaria Metropolitana en el solar que forma el chaflán de la plaza de España con la calle Princesa. En las obras participaron 500 trabajadores diarios de media. El Hotel Plaza fue inaugurado en octubre de 1953. El 9 de julio de 1954 se abrió la terraza jardín de la planta 26. Llegó a albergar en un día cualquiera de 1955 a más de 4500 personas.
El ingeniero José María Otamendi calculó la estructura de hormigón y el arquitecto Julián Otamendi diseñó los planos y la portada barroca de su fachada principal. Presenta una silueta escalonada en cuatro alturas. El estilo general es neo-herreriano, aunque cuente con toques neobarrocos y estilo art déco en su interior.

### SigloXXI
El edificio, diseñado como multifuncional, albergaba hasta comienzos del siglo XXI el Hotel Crowne Plaza, un centro comercial, apartamentos y oficinas. El 28 de abril de 2005 fue puesto a la venta por la inmobiliaria Metrovacesa junto con la Torre de Madrid, para sufragar parte de la adquisición de la compañía francesa Gecina, por un precio total de 389 millones de euros. En el mes de junio, Santander Real Estate, a través de su Fondo de Inversión Inmobiliaria, adquirió el 50% del edificio  por 138,6 millones de euros y se firmó un compromiso de compraventa por el mismo precio del 50% restante, la parte perteneciente al hotel. La operación se completó a principios del mes de diciembre del mencionado año.

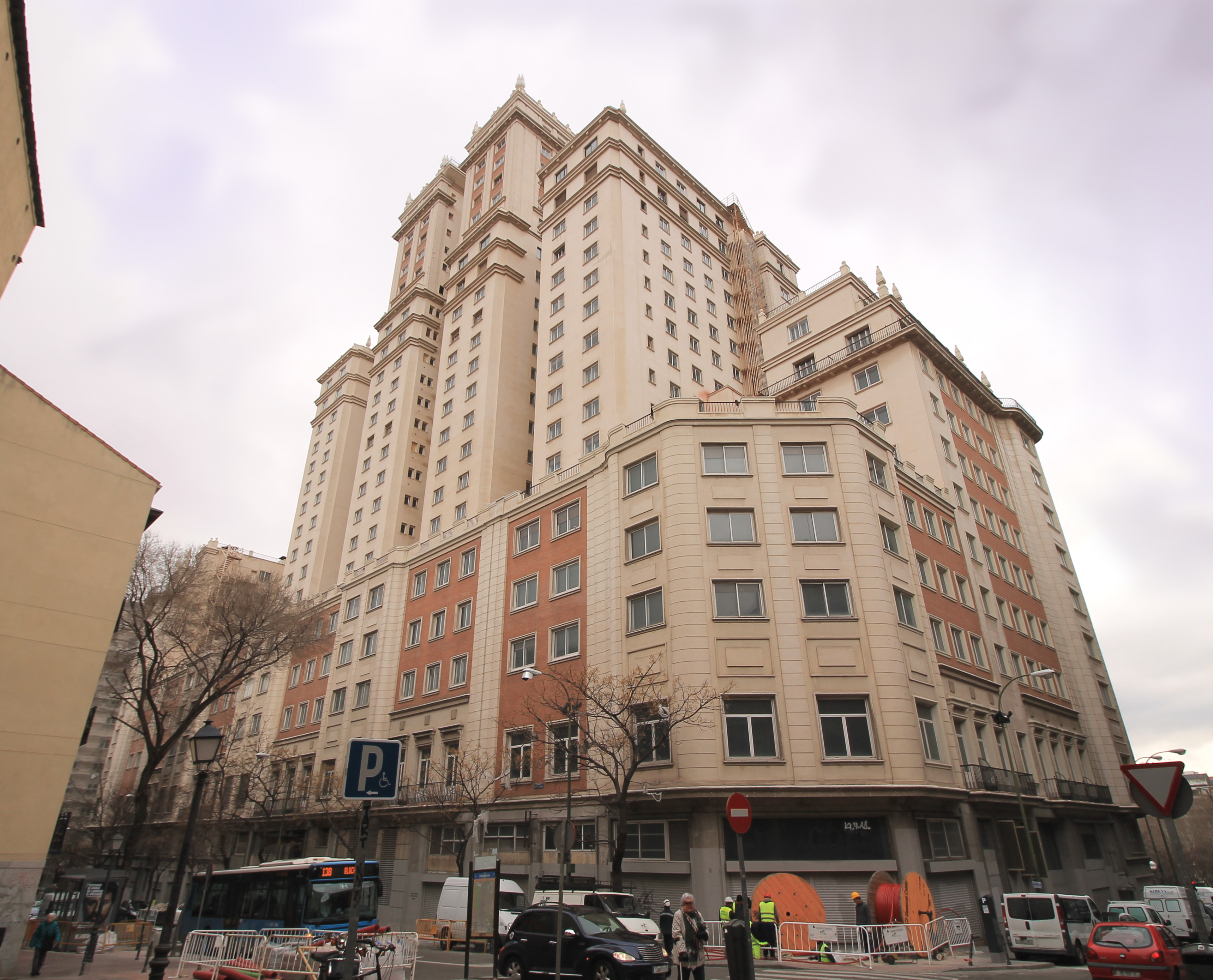
Vista desde el ángulo norte.

Tras su venta por Metrovacesa al Banco de Santander en 2005 y un proceso de rehabilitación de la fachada (2005-2010) dirigido por el estudio Rubio & Álvarez-Sala, a la altura del 2012 el edificio quedó cerrado y sin uso previsto.
En 2014 se anunció la venta del edificio a Wang Jianlin, poseedor de la mayor fortuna de China y propietario de Wanda Group, especializado en hoteles, centros comerciales de lujo y poseedor del 20% de acciones del Atlético de Madrid. El edificio fue vendido por 265 millones de euros. El edificio cambió de manos de nuevo, con la venta a Baraka Investment Group por 272 millones de euros el 21 de julio de 2016. Baraka financiará la compra enteramente con recursos propios sin recurrir a financiación bancaria.
Ante su venta en 2014 al magnate chino Wang Jianlin, el Ayuntamiento de Madrid le exigía únicamente conservar intactas la fachada frontal y laterales, como establece la ley de protección de edificios históricos, después de haber sido rebajado del «nivel 2 grado estructural» al «nivel 3 grado parcial». El grupo chino pretendía desmantelar y volver a construir todo el edificio con nuevos materiales, mientras que el consistorio apelaba a su protección y exigía llevar a cabo las obras manteniendo la fachada principal y las laterales. En este escenario, la ONG Ecologistas en Acción en 2015, presentó una demanda contra la modificación del Plan General de Ordenación Urbana de Madrid, realizada por el equipo de gobierno de la alcaldesa Ana Botella que rebajaba la protección del Edificio España.
El 1 de junio de 2017, Trinitario Casanova, propietario del Grupo Baraka, cerró la compra del Edificio España al holding chino Wanda por 272 millones de euros. Debido a apreciación del yuan chino frente al euro, la venta le supuso pérdidas por valor de 200 millones de yuanes (26 millones de euros). Inmediatamente después, ese mismo día, Grupo Baraka vendió el inmueble a la cadena Riu, que pretendía invertir entre 380 y 400 millones para su compra y posterior reforma para transformarlo en hotel, denominado Riu Plaza. Tras obtener la correspondiente licencia, el 23 de octubre de 2017 comenzaron las obras de renovación y adecuación del inmueble. Los elementos más destacados serán la azotea (planta 26) y las terrazas (plantas 20 y 11), donde se situarán la piscina y diversos miradores. En el piso 25 se ubicará un restaurante sky bar panorámico.
Posteriormente surgió una serie de desavenencias entre ambas entidades, Riu y Baraka, en relación con la explotación de la futura área comercial del inmueble, que dejaban de nuevo el futuro del edificio en vilo. En septiembre de 2018, Riu cerró un acuerdo con Corpfin Capital Real Estate para adquirir en mayo de 2019 los 15 000 m² del área comercial del inmueble, repartidos en tres plantas, por 160 millones de euros.

### Plataforma Salvemos el Edificio España
Ante la venta, rebaja de protección y posible demolición total del Edificio España por parte de la empresa Wanda, en enero de 2014, un vecino de Madrid, José María Villalobos Matilla, creó en Change.org una petición de firmas para la conservación y restauración del nivel 2 de protección. La petición logró recoger 73.330 firmas, y se presentaron en el Ayuntamiento de Madrid en noviembre de 2015.

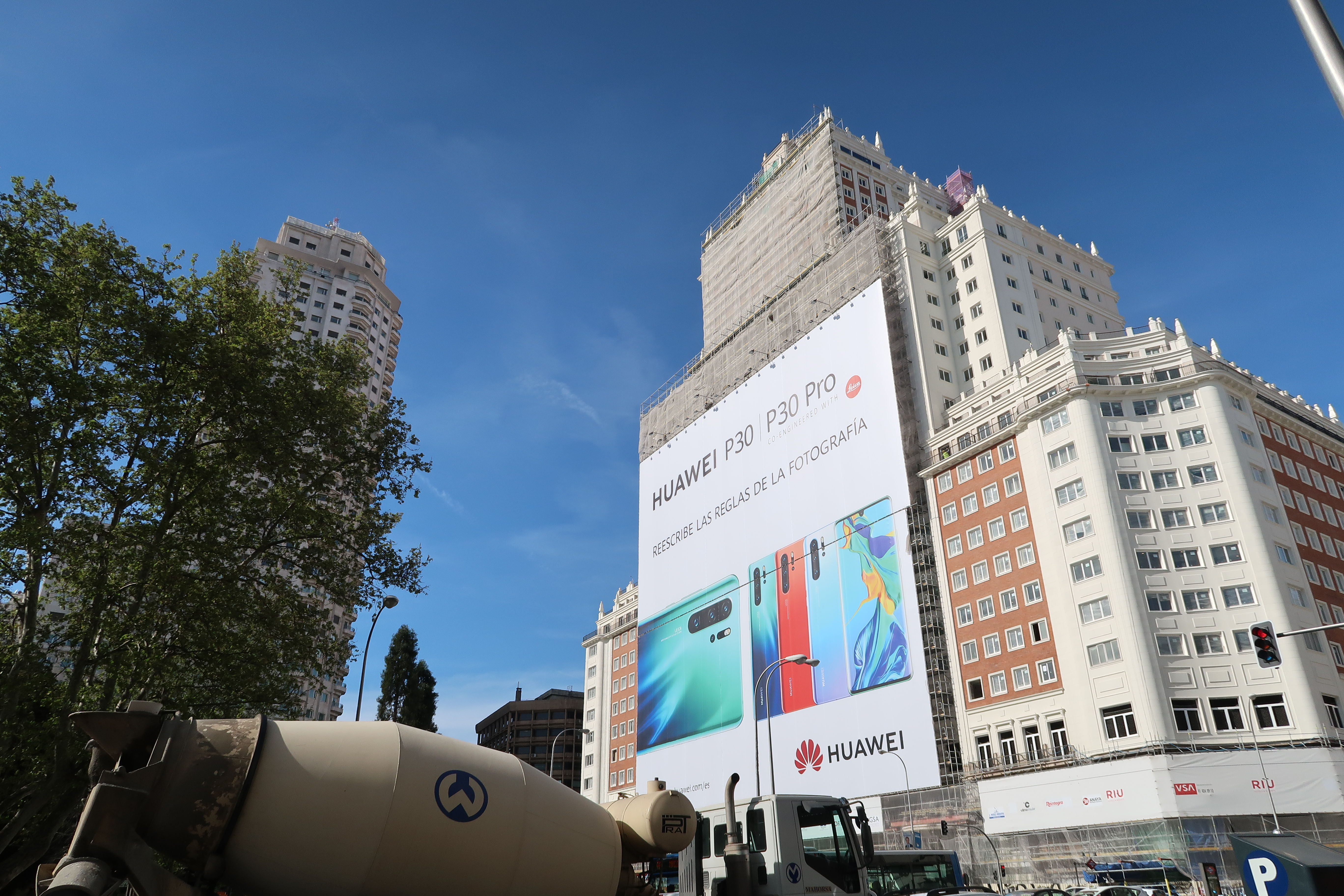
El edificio mostrando una gran valla publicitaria.

A raíz de esta iniciativa, se creó a finales de 2015, la Plataforma Salvemos el Edificio España en la que participaron varias organizaciones civiles como Madrid Ciudadanía y Patrimonio, PROCOAM (grupo de arquitectos del Colegio Oficial de Arquitectos de Madrid), Ecologistas en Acción y Asamblea Ciudadana del Barrio de Universidad, Acibu. Como portavoz de la plataforma se nombró a José María Villalobos Matilla que había originado todo el movimiento ciudadano para la conservación del Edificio España. El objetivo de la Plataforma era crear una unidad de acción para la reivindicación frente a los poderes públicos con el fin de salvar el Edificio España.[cita requerida]
En la primavera de 2017, la Plataforma Salvemos el Edificio España declaró que el objetivo de salvar el edificio se había logrado gracias a la presión de vecinos y ciudadanos, inmediatamente después de que se lograra un acuerdo entre Baraka, en ese momento posible comprador del edificio, Ayuntamiento de Madrid y Ecologistas en Acción, que había puesto una demanda en los tribunales de justicia en 2015 por la rebaja de protección que había sufrido el Edificio España.

## Descripción

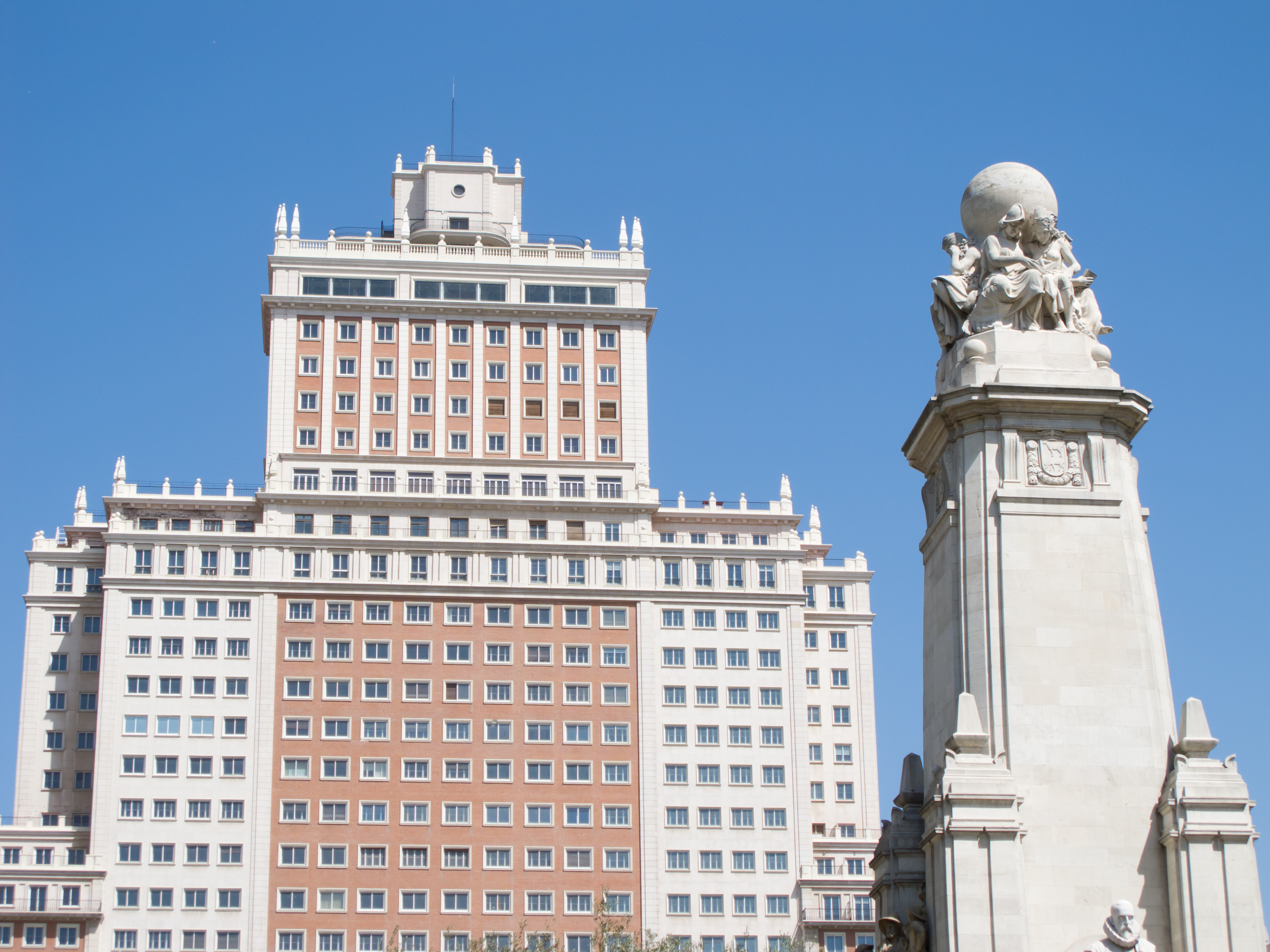
El Edificio España tras el monumento a Miguel de Cervantes en la plaza de España.

### Exterior
Es un edificio que destaca en la plaza de España por su gran fachada simétrica de 150 metros de ancho, superado en altura por la Torre de Madrid. Dispone de 77 000 metros cuadrados y 32 ascensores que dan servicio a sus 26 plantas a una velocidad máxima de tres metros por segundo. La fachada está revestida en piedra artificial. Cabe destacar la singularidad de la parte trasera del Edificio España, la cual viene provocada por los cinco profundos patios abiertos, que permiten dotar de iluminación natural y ventilación directa a todos los espacios interiores.
El Edificio España está construido en un estilo neoherreriano, con toques neobarrocos y en su interior predomina el estilo art déco. Se trata de un estilo propio de la arquitectura franquista, que se desarrollaba a lo largo del país en los años 1950. 
Construido por la Compañía Inmobiliaria Metropolitana, es uno de los edificios más representativos del Madrid de la época autárquica debido a su lenguaje de carácter nacionalista y financiación oficial dentro de la política urbanística del Plan Bidagor.

### Interior

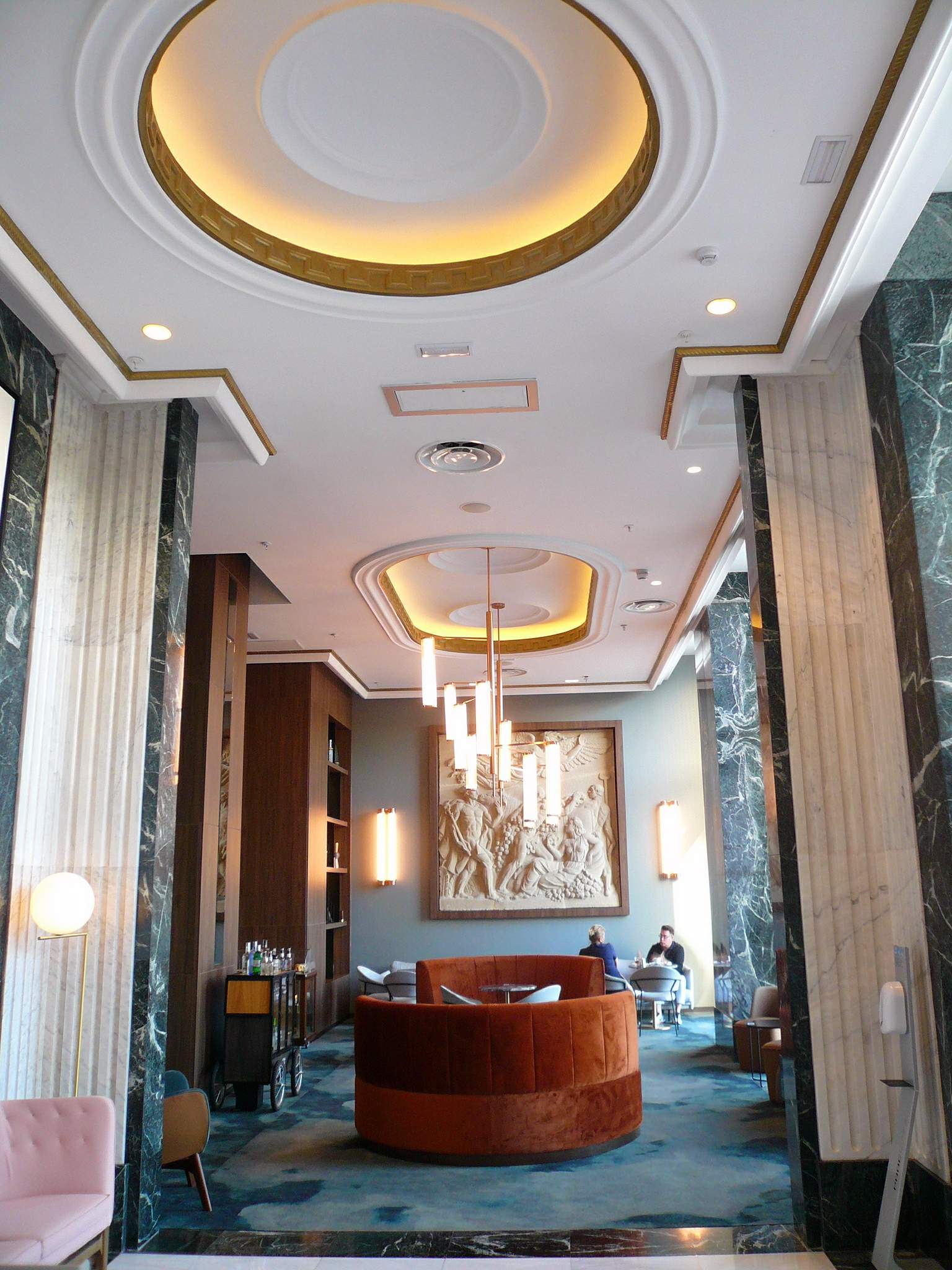
Vestíbulo del Hotel Riu Plaza de España.

Con su inauguración en 1953, el primitivo Hotel Plaza situado en el Edificio España se concibió como un hotel de lujo, que sirviera como escaparate a los extranjeros que visitaban la ciudad. La decoración interior seguía los cánones del estilo art déco, muy característico de los primeros rascacielos de Estados Unidos. Las escaleras, las estatuas y la decoración realzan el lujo y los detalles propios de la clase adinerada de la época. En la planta baja se instalaron galerías comerciales y de arte. 
En 2019, con la reapertura del hotel, bajo el nombre de la compañía Riu, se respetó este estilo lujoso propio de los años 1930 a 1950, de manera que se reestructuró el edificio para acomodarlo a las nuevas necesidades pero manteniendo la esencia de los primeros tiempos del edificio. Así, se mantuvieron los bajo relieves, mármoles y elementos protegidos originales. La compañía apostó por una remodelación que combinase el estilo contemporáneo con el mantenimiento de un valor símbólico del inmueble.